# Tavascan
Tavascan est une station de sports d'hiver située sur la commune de Lladorre dans les Pyrénées espagnoles dans la province de Lérida en Catalogne.

## Géographie
Situé dans le parc naturel de l'Alt Pirineu, le domaine skiable se répartit autour du refuge de la Pleta del Prat dans la vallée de Mascarida, en contrebas du port de Tavascan (2 217 m).

## Histoire
La station pour le ski de piste et le ski de fond est ouverte depuis 1991.

## Lieux et monuments
Le village de Tavascan compte deux édifices remarquable : l'église Saint-Barthélemy (2005) et le pont-vieux (2011) qui sont des biens culturels d'intérêt local.

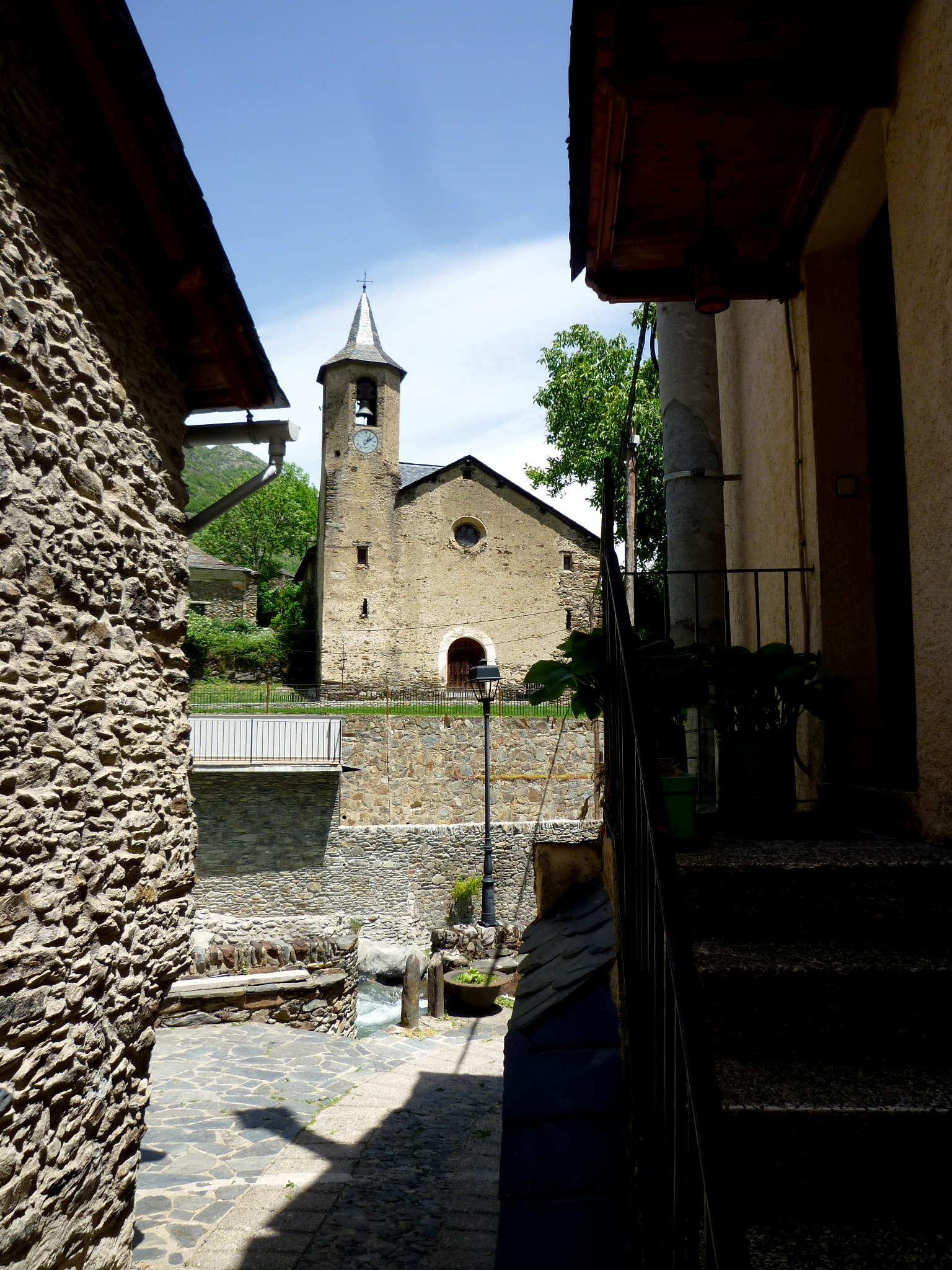
L'église Saint-Barthélemy de Tavascan.
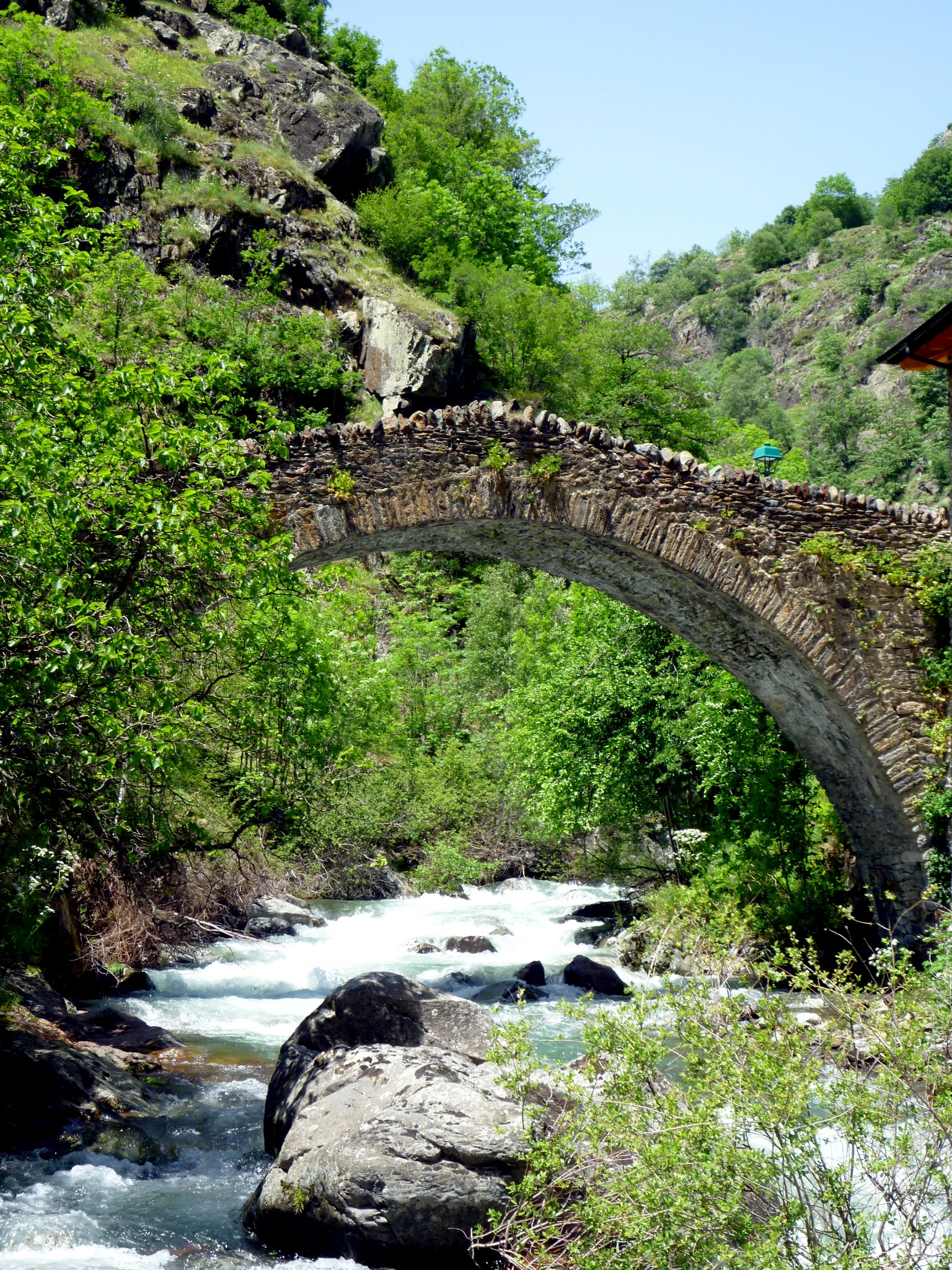
Le pont vieux de Tavascan.

## Divers
- La marque automobile Cupra a donné ce nom à son SUV.